# Anamartus opacus
Anamartus opacus is een keversoort uit de familie bastaardglanskevers (Kateretidae). De wetenschappelijke naam van de soort werd in 1892 gepubliceerd door Abeille.